# Meope
Der Meope ist ein osttimoresischer Berg an der Grenze zwischen den Aldeias Raimea (Suco Opa, Verwaltungsamt Lolotoe, Gemeinde Bobonaro) und Meop (Suco Labarai, Verwaltungsamt Suai, Gemeinde Cova Lima). Der Meope hat eine Höhe von 702 m. Nördlich befindet sich der Berg Zoba 593 m. Die Region ist unbesiedelt. Sie ist von dichten Tiefland-Feuchtwäldern bedeckt.